# Borgo Vanchiglia
Borgo Vanchiglia (Borgh Vanchija in piemontese), o semplicemente Vanchiglia, è uno dei quartieri storici di Torino, appartenente alla Circoscrizione 7, situato a nord-est del centro storico.
In passato si associava ad esso anche il più recente quartiere Vanchiglietta (Vanchijëtta), ovvero la lingua di terra che si estende più a est, intorno a corso Belgio, partendo dall'asse di corso Regina Margherita fino alla confluenza dei fiumi Po e Dora Riparia, includendo anche il Parco Pietro Colletta; in tempi più recenti, tuttavia, i due quartieri sono tornati ad avere una vita sociale più separata.
La zona Vanchiglia è delimitata:
- a nord, da Rondò Rivella, corso Regio Parco e la Dora Riparia
- a est, da corso Tortona (confine con Vanchiglietta)
- a sud, dal fiume Po (lungoPo Machiavelli)
- a ovest, da corso San Maurizio  (confine con il Centro storico)

## Superficie e popolazione
Il quartiere ha una superficie di 3,734 km²  ma, insieme a Vanchiglietta, arriva a 9,734 km². In base ai dati demografici del 2006, conta circa 14 200 abitanti e, insieme a  Vanchiglietta, che ne conta 18 100, si arriva a un totale di 32 300 abitanti, di cui circa 2 900 stranieri. I dati del 1981 riportavano ben 42 300 abitanti residenti o domiciliati nei due quartieri, ma questo calo demografico non deve trarre in inganno, poiché la trasformazione del quartiere da popolare a quartiere di prestigio ha certamente aumentato i vani non destinati all'abitazione, ed è soprattutto la vicinanza dell'università ad aver aumentato enormemente il numero delle case affittate a studenti fuori sede, che non risultano nei dati anagrafici relativi al conteggio.

## Origine del nome
Di tradizione antica, il toponimo Vanchiglia risale quantomeno al Medioevo, quando la zona era conosciuta con nomi quali Wanchillia, Val Quilia, Vinquilla o Vinchilla. L'etimologia del nome, tuttavia, è incerta per gli studiosi, considerando il lungo evolvere del toponimo e il proliferare di varianti, e molteplici sono le ipotesi sul suo significato.
Secondo alcune fonti si tratta di un derivato del sostantivo vench, termine piemontese che allude al "vinco", varietà di salice che cresce tipicamente lungo i corsi d'acqua e negli ambienti umidi: il suffisso -iglia, in tal senso, pare assumere valore collettivo e indicherebbe una località caratterizzata da una moltitudine di vinchi. A conferma di questa ipotesi, documenti del XVII secolo riportano il nome nella forma Vinchilia (o Vinchillia), riconducibile in maniera ancor più manifesta al termine vinco - vanchiglia potrebbe nascere da una corruzione vernacolare del letterale vinchiglia. Ipotesi affini, tuttavia, associano il toponimo al termine giunco (nel senso di "valle dei giunchi o dei canneti") o, ancora, a una corruzione dialettale di fanghiglia, alludendo ad ogni modo alle caratteristiche morfologiche e geomorfologiche del territorio nel periodo precedente al suo insediamento.
Di altra natura, invece, è la teoria secondo cui Vanchiglia nasca dall'agglutinazione di val aquilia (variante medievale del latino vallis aculia), dal significato di "valle appuntita", in riferimento alla forma dell'area posta alla confluenza dei fiumi Po e Dora: un'ipotesi, quest'ultima, che ricalca altri toponimi extra moenia della Torino antica, per quanto anch'essi di dubbia origine (es. il rione di Valdocco nella sua presunta etimologia latina).
Da non escludere, infine, una possibile etimologia germanica alla base del toponimo, tenendo presente soprattutto la variante antica Wanchillia (riportata in un documento del 997) che pare tradire un'origine non latina nell'utilizzo della w; anche qui torna utile Valdocco come termine di paragone, toponimo che secondo alcuni nasconderebbe un'origine germanica (dalla radice wald, ovvero "bosco" o, più letteralmente, "gualdo").

## Storia

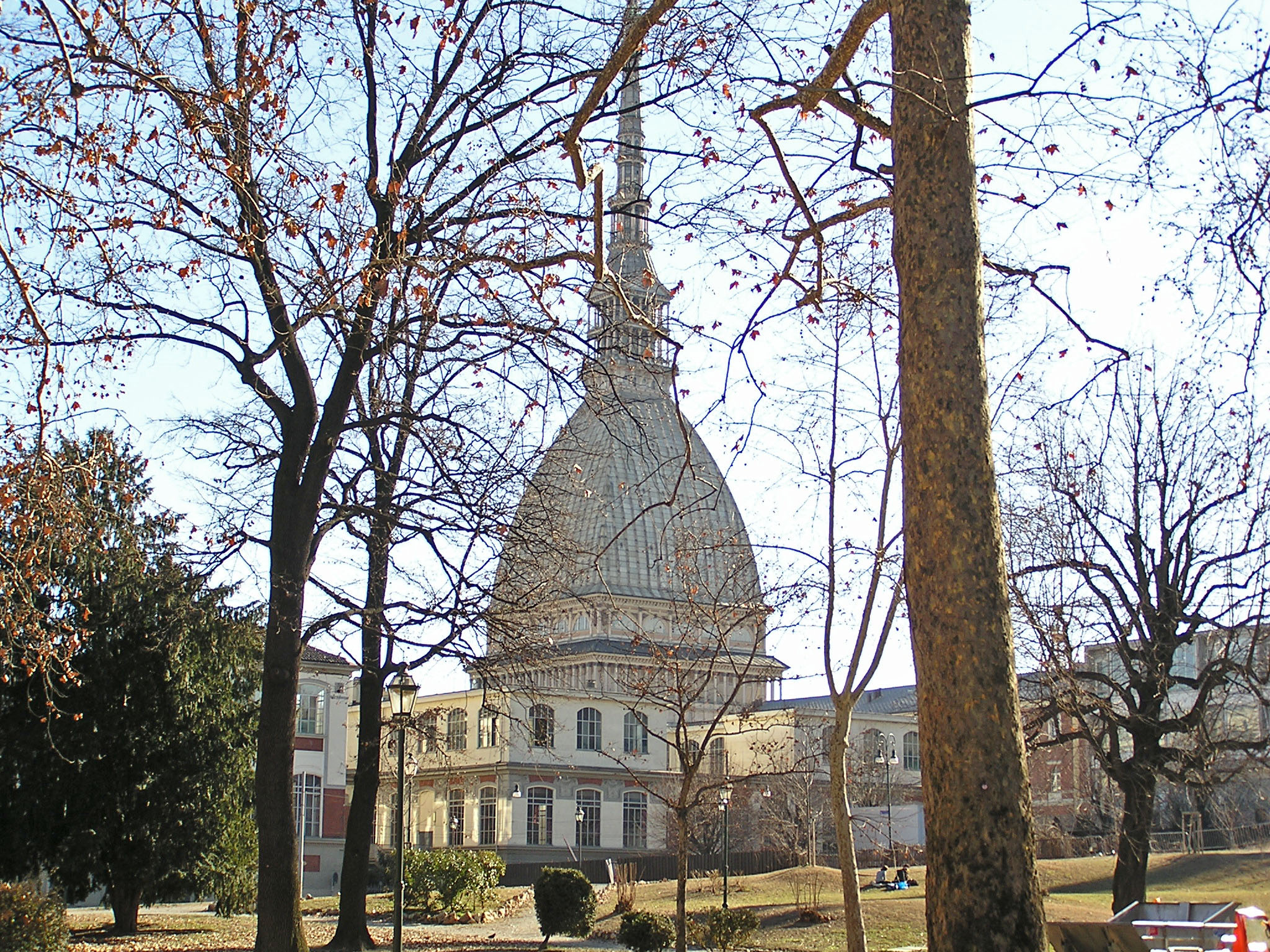
La Mole vista da corso San Maurizio

La tradizione vuole che nei pressi di Vanchiglia vi fosse il centro di Taurinia o Taurasia, l'insediamento originario dei Taurini che abitavano queste terre prima dell'arrivo dei Romani:
(Francesco Cognasso, Storia di Torino, Giunti Editore, 2002, p. 12)
Durante l'alto Medioevo, questa zona si trovava al di fuori delle cinta murarie della cittadella, a pochi passi dalle porte romane Decumana e Fibellona (l'attuale piazza Castello); l'urbe terminava immediatamente al di là dei Giardini Reali, voluti da Emanuele Filiberto I di Savoia nel XV secolo, attraverso un bastione militare il cui nome, d'origine incerta ma intuibile, fu chiamato la contrada del cannon d'oro (la zona di via Montebello), dalla quale inizia il vero e proprio centro storico della città.
Il Borgo fu quindi delimitato a sud-ovest dal corso San Maurizio, un viale fatto alberare da Vittorio Emanuele I nel 1818 in onore del santo del III secolo, protettore di Casa Savoia.

Vanchiglia si dovette quindi sviluppare maggiormente verso la confluenza del Po e della Dora tra il XVIII e il XIX secolo, costituito soprattutto da casette fatiscenti erette su terreni e viottoli paludosi, in cui l'acqua del fiume filtrava senza posa, tanto da venir denominata la contrada del moschino (zanzara), ma anche contrada dle pules (pulci), laddove sorgevano le attuali via Bava e via Napione. In misere e insalubri casette abitavano lavandai, barcaioli, artigiani e contadini. Tuttavia, i terreni paludosi risultavano anche fertili; nel 1852 il cronista Davide Bertolotti la descriveva in questi termini:
Soltanto nel 1872 il sindaco Rignon dispose l'abbattimento di tutto il fatiscente borgo, preoccupato della grave precarietà igienica (vi era da poco stato il colera). La riqualificazione del quartiere era comunque in atto già da circa dieci anni. Nel 1862-1866 sorse, infatti, la chiesa di Santa Giulia, oggi fulcro del quartiere stesso, opera neogotica di Giovanni Battista Ferrante e voluta dalla marchesa e venerabile Giulia Colbert Falletti di Barolo, ivi sepolta.
Il quartiere crebbe quindi nella sua forma odierna, estendendosi contemporaneamente alla zona Vanchiglietta. Nel 1899 l'otorinolaringoiatra Giuseppe Gradenigo vi fondò anche un piccolo ospedale, gestito dalle Figlie della carità di San Vincenzo de' Paoli, tuttora esistente.

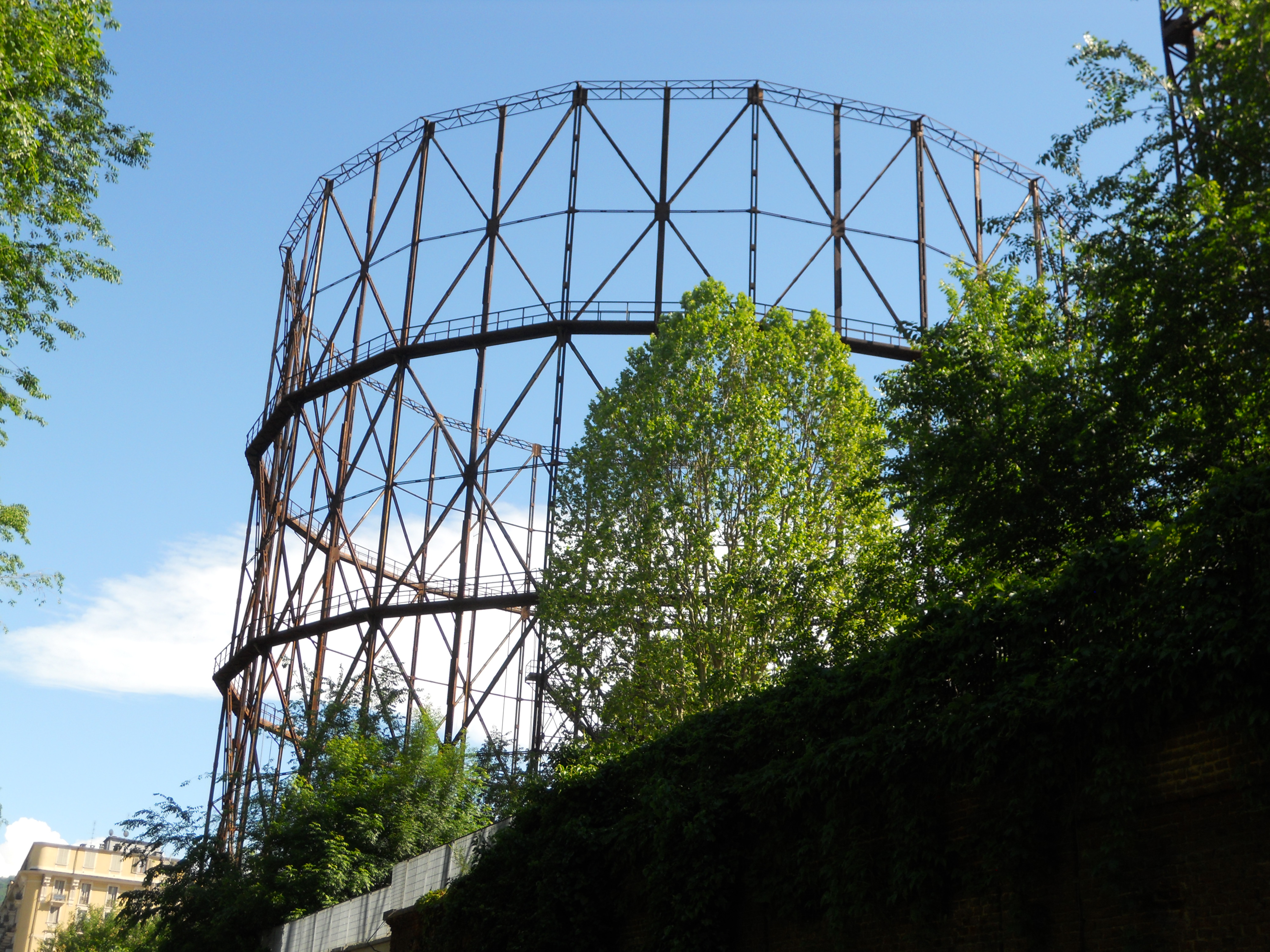
Struttura residua di uno dei due gasometri dell'area Italgas

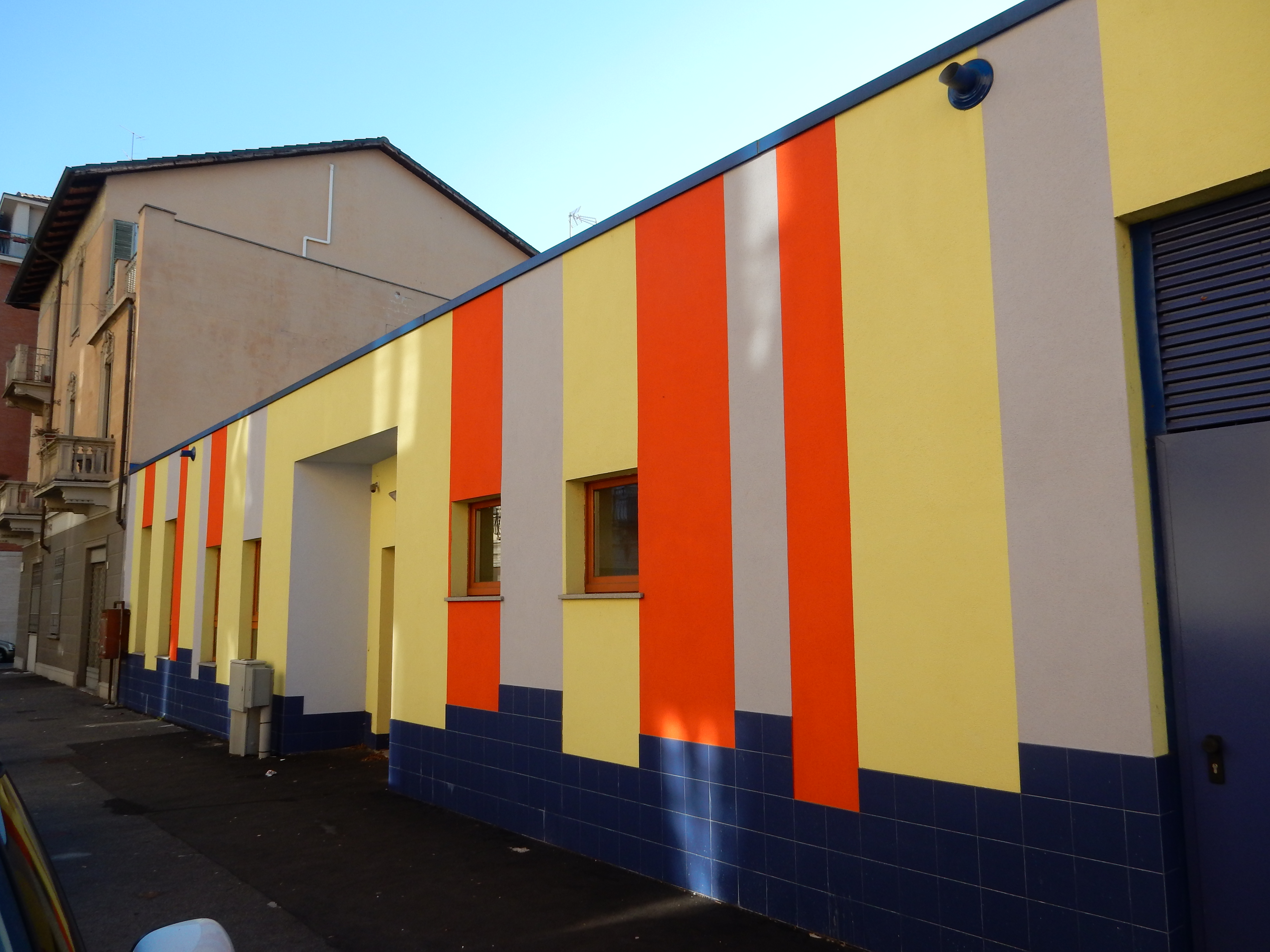
Ristrutturazione edificio in Vanchiglietta

Agli inizi del XX secolo, a causa della presenza di vari opifici (ad alcune vie sono stati dati i nomi di alcuni comuni biellesi, in omaggio al territorio piemontese noto per i tessuti) meccanizzati, ma anche di nuove fabbriche e di nascenti industrie, soprattutto dalla parte di Vanchiglietta, fu uno dei primi quartieri con le ciminiere, tanto da guadagnarsi il caratteristico soprannome popolare di Borgh dël fum (Borgo del fumo). Sorsero, ad esempio, la prima "Società del gaz", fondata da Luigi Grassi, inizialmente funzionante a derivati del carbone, quindi le primissime fabbriche Venchi, la Cigala & Bertinetti, le prime carrozzerie Farina. Altre ipotesi, meno certe, darebbero il soprannome dël fum alla foschia derivata dai due fiumi, o alla vicinanza con la storica Regia Manifattura Tabacchi, che tuttavia si trova nell'adiacente quartiere di Regio Parco.

### Anni recenti
La favorevole posizione centrale e la vicinanza alle sedi dell'Università di Torino, hanno portato, sia a Borgo Vanchiglia che a Vanchiglietta, ad una graduale trasformazione in quartieri residenziali.
Negli anni più recenti, Borgo Vanchiglia si è affermato come uno dei poli propulsivi della creatività artistica e commerciale torinese. Alle botteghe artigiane, ancora presenti, si sono affiancate diverse realtà artistico-culturali di diverso ambito, come l'architettura, il design, la scultura, la pittura, il teatro, la musica, il cinema. Da pochi anni il Borgo è diventato teatro di realtà contrastanti tra la crisi economica che ha colpito i piccoli negozi ed i nuovi locali dedicati alla vita notturna giovanile, una questione che rimane ancor oggi oggetto di discussione aperta con i residenti in merito alla movida.

## Monumenti, luoghi d'interesse e personalità
- Piazza Santa Giulia, cuore del Borgo Vanchiglia, altresì adibita ad area mercatale, ospita la già citata chiesa omonima, fatta costruire nel 1866 dalla filantropa marchesa venerabile Giulia di Barolo.
- La cosiddetta Fetta di polenta, al secolo Casa Scaccabarozzi, situata in corso San Maurizio all'angolo con via Giulia di Barolo, uno dei palazzi più bizzarri dell'architettura torinese. È alta 27 metri, lunga 27 metri su via Giulia Di Barolo, larga 5 metri su corso San Maurizio e appena 0,70 metri sul terzo lato, formando così un sottilissimo trapezio. Fu progettata nel 1840 da Alessandro Antonelli per sua moglie, Francesca Scaccabarozzi, probabilmente per via di una scommessa. Il curioso nome deriva dalla forma del palazzo, che effettivamente può ricordare una sottile "fetta di polenta", tanto più verosimile in quanto dipinto in color ocra. L'architetto Antonelli abitò nel palazzo porticato vicino, in via Vanchiglia 9, progettato sempre da lui, sei anni dopo.
- Nei dintorni, in via Vanchiglia, 8, sebbene già sotto il quartiere Centro, si trova una casa sempre trapezoidale, sebbene meno accentuata: per similitudine, viene soprannominata la Fetta di formaggio, eretta nel 1832 per il facoltoso marchese Birago di Vische dall'architetto Antonio Talentino.
- Uno dei più celebri vanchigliesi fu certamente Fred Buscaglione, la cui abitazione era nella popolare via Bava, al numero 26 bis, così come il suo - e non solo suo - famoso paroliere Leo Chiosso, che invece viveva in via Santa Giulia 72. I funerali pubblici di Buscaglione si tennero alla chiesa di Santa Giulia il 6 febbraio 1960.
- In data 21 novembre 2023 il giardino di largo Montebello è stato intitolato dal Comune di Torino a Leo Chiosso. [12]
- In via Napione 16, angolo via degli Artisti, è presente ancor oggi la villa del conte Gian Francesco Galeani Napione (1748-1830).
- In via Napione 2 vi era la residenza di Carlo Mollino, architetto che ristrutturò il Teatro Regio nel 1965.
- L'artista e pittrice Carol Rama ha abitato sino alla sua morte, avvenuta nel 2015, in via Buniva, mentre il suo studio era in via Napione 15, laddove oggi sorge la casa-museo.[13]
- La palazzina dei Bagni Municipali, o Comunali, eclettico edificio del 1909 in corso Regina Margherita angolo via Vanchiglia.
- In largo Montebello, al civico 38, è affissa una targa in ottone che segnala la casa dove abitava Eugenia Barruero, colei che ispirò Edmondo De Amicis nella figura della Maestrina dalla penna rossa del libro Cuore.[14]
- Il Teatro della Caduta, inaugurato nel 2003 in via Michele Buniva 23, con i suoi 45 posti è il più piccolo teatro in attività a Torino e fra i più piccoli in Europa.
- Ex-Opera Pia Reynero, oggi Centro sociale autogestito Askatasuna: l'edificio, costruito nel 1892, ospitò fino al 1981 l'Opera Pia Reynero, nata nel 1924 dalla fusione dell'Asilo Reynero con l'Associazione delle dame di carità di Santa Giulia. Durante la II guerra mondiale fu lievemente danneggiato dai bombardamenti. Dopo un periodo di abbandono, in seguito alla cessazione delle attività dell'Opera Pia nel 1996, divenne la sede del Centro Sociale Askatasuna, che vi organizza varie attività come concerti, cene, seminari e iniziative di solidarietà con i senzatetto.[15]
- Il quartiere fa da sfondo al primo delitto de Il vampiro di Vanchiglia (Donato Sergi, Ianieri Edizioni, 2024). Giallo gotico, ambientato a Torino nel 1884. La storia ha per protagonista il criminologo Giuseppe Turàt.

## Servizi

### Università
Sul lungo Dora Siena si trova il moderno Campus Universitario "Luigi Einaudi", progettato dallo studio di Norman Foster ed inaugurato nel 2012.

### Natura ed aree verdi
Nel quartiere si trova il Parco Pietro Colletta, polmone verde a ridosso della confluenza dei fiumi Po e Dora, dotato di una serie di infrastrutture sportive. Inoltre il lungo Po ed il lungo Dora sono attrezzati con piste ciclabili, collegate tra loro all'interno di ampie aree verdi. 
A ridosso del Parco Colletta si trova il Parco Roberto Crescenzio, mentre su corso Belgio si trova il giardino Terenzio Magliano.
Aree verdi attrezzate con giochi si trovano anche in piazza Enrico Toti, in piazza Desiderato Chiaves e nel nuovo spazio di Via Benevento.

### Sport
All'interno del Parco Colletta e nelle immediate vicinanze si trovano diverse strutture e società sportive:
- U.S.D. Vanchiglia 1915[16], squadra di calcio fondata nel 1915 e che gioca nell'impianto di Via Ernesto Ragazzoni, 2
- Varano Sporting Village in via Varano 64, sede anche della scuola calcio del "Varano Academy" della società di calcio Dorina militante, nel 2019/20, nel campionato di Serie C di calcio a 5, mentre la squadra a 11 gioca le partite casalinghe del campionato di Terza Categoria e del settore giovanile nell'impianto della Colletta.
- Impianto Calcio "Colletta", in piazza Aleramo 24.
- Piscina Colletta, nell'omonimo parco in via Ragazzoni 2.
- Palestra Colletta, in via Ragazzoni 5/7.
- Impianto Palestra Comunale "Crescenzio", in Lungo Dora Colletta 53.
- Pista di pattinaggio Parco Colletta, in piazza Aleramo.
- Bocciodromo "Crescenzio" in Lungo Dora Colletta 53.
- Bocciofila Vanchiglietta, in Lungo Dora Colletta 39/a.

### Cinema
- Cinema "Fratelli Marx", in corso Belgio 53.

## Galleria d'immagini

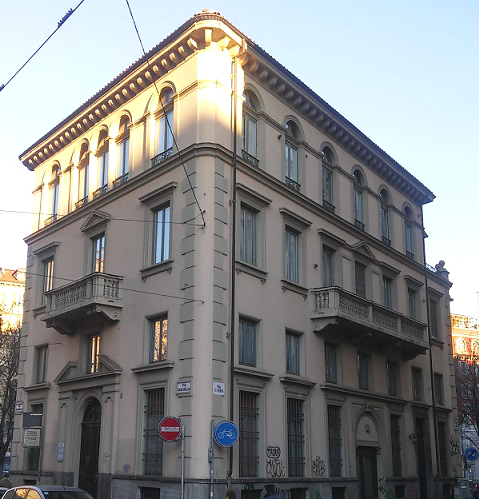
La Fetta di formaggio (Casa Birago di Vische), in via Vanchiglia angolo via Verdi
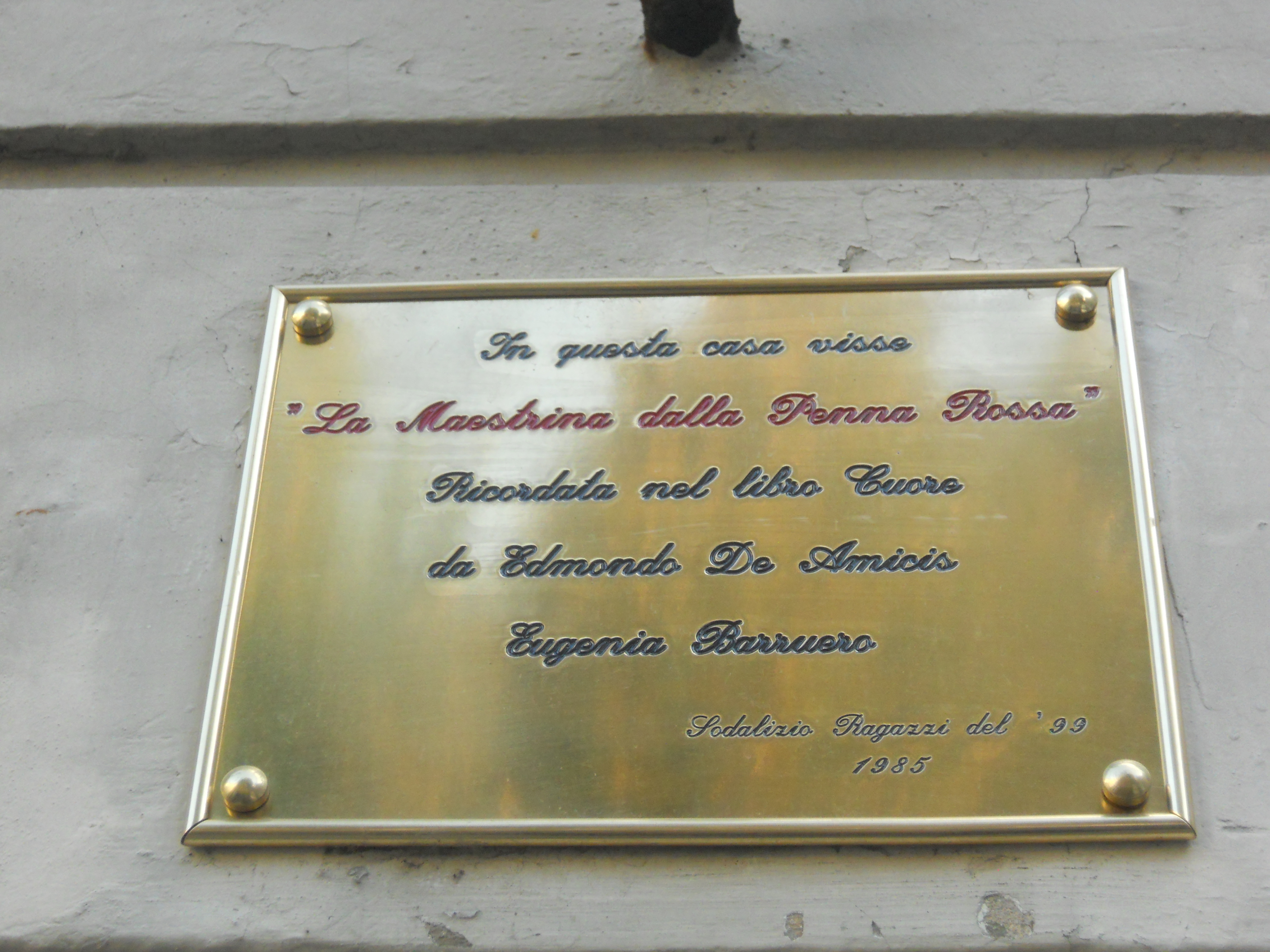
Targa alla "Maestrina dalla Penna Rossa" del romanzo Cuore, in largo Montebello
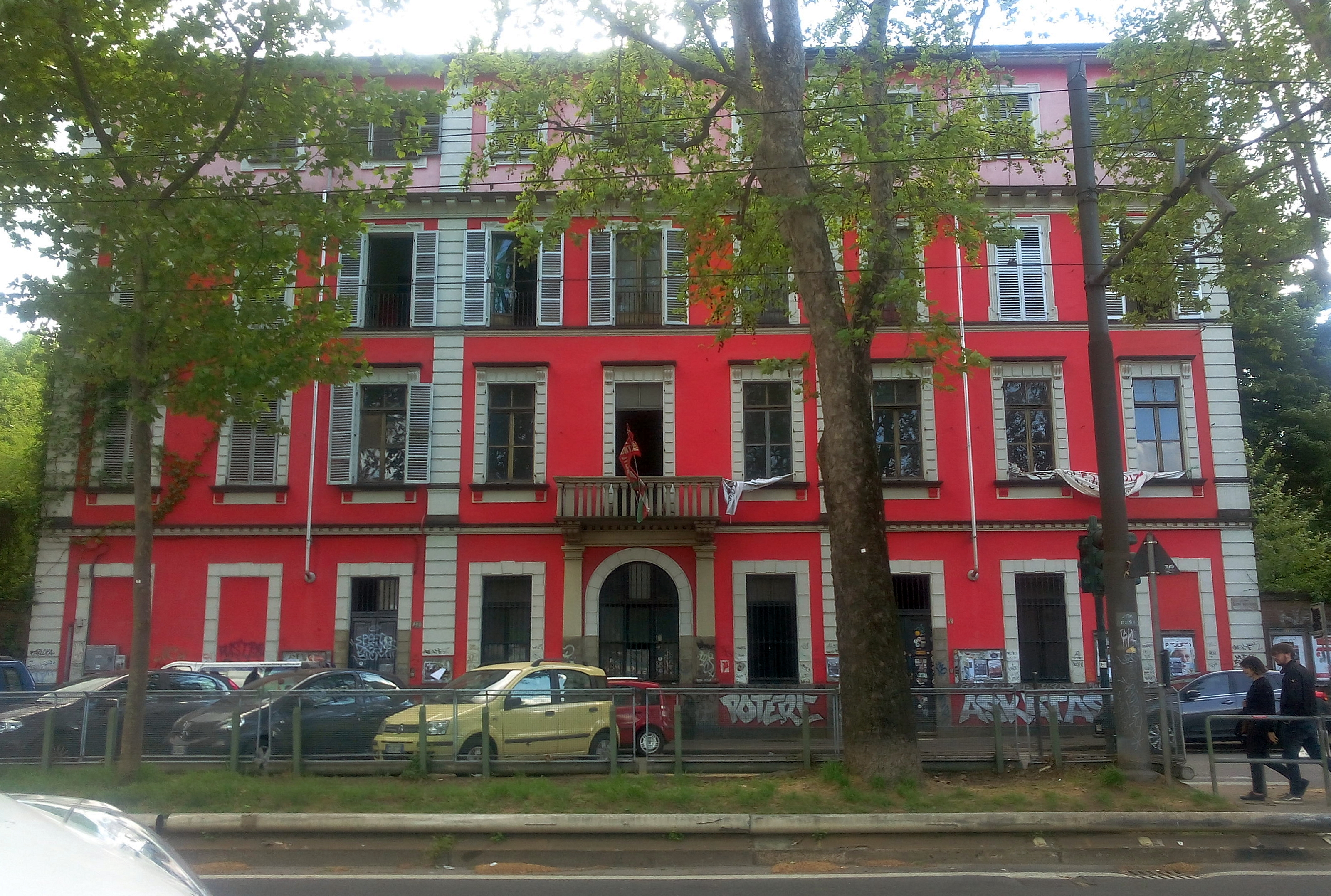
Il centro sociale Askatasuna
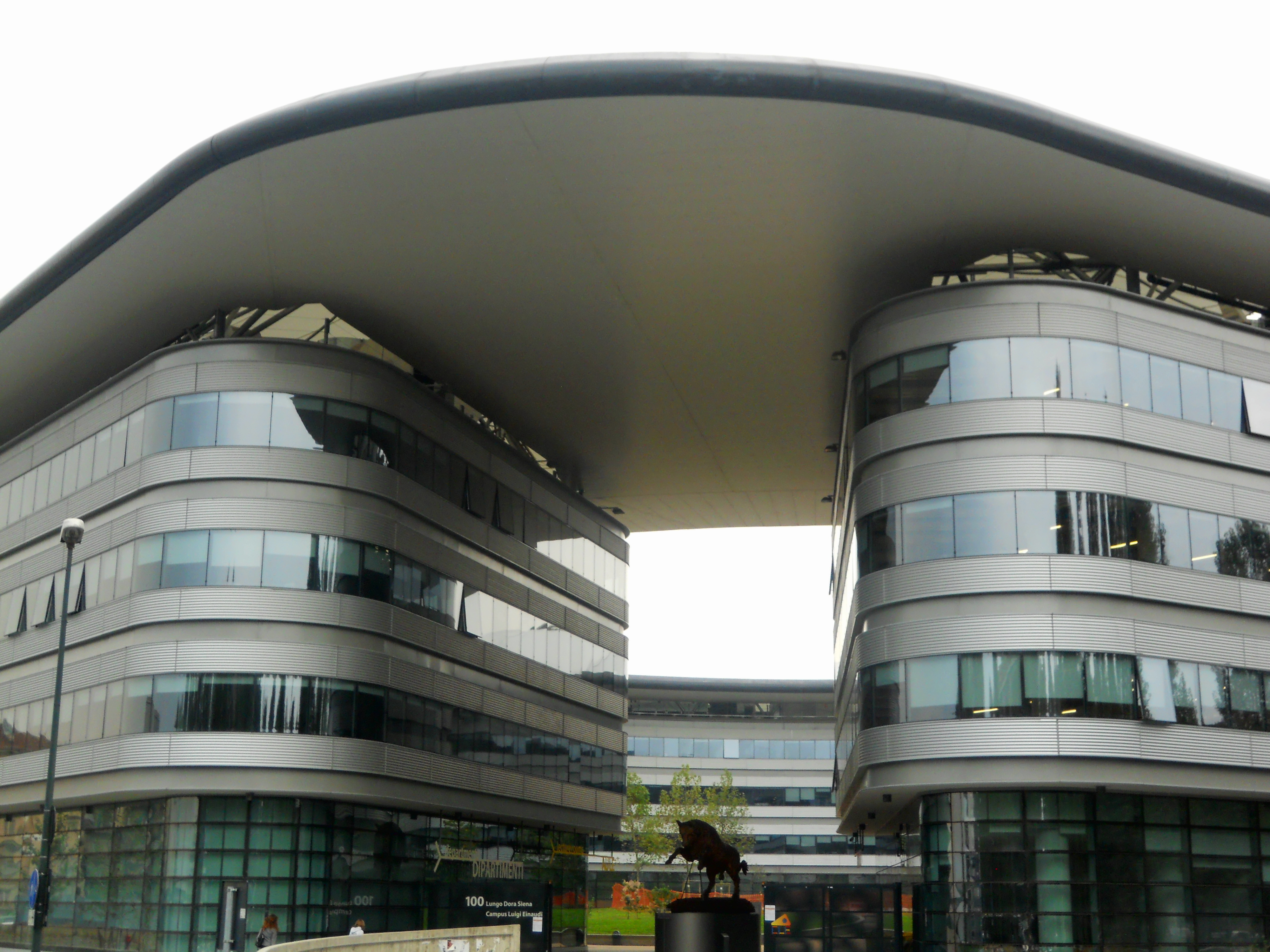
Ingresso del Campus Luigi Einaudi
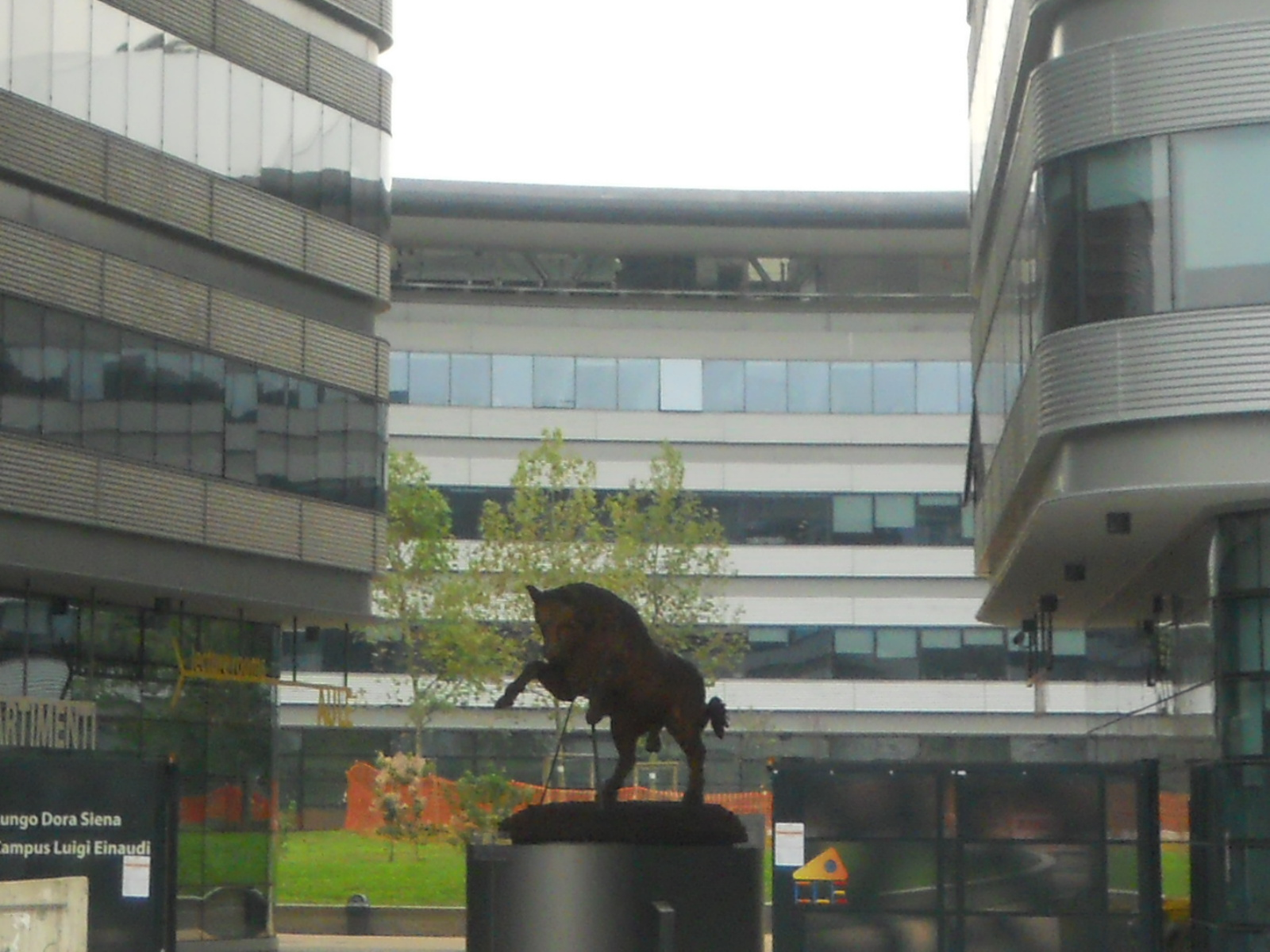
Il toro rampante del Campus
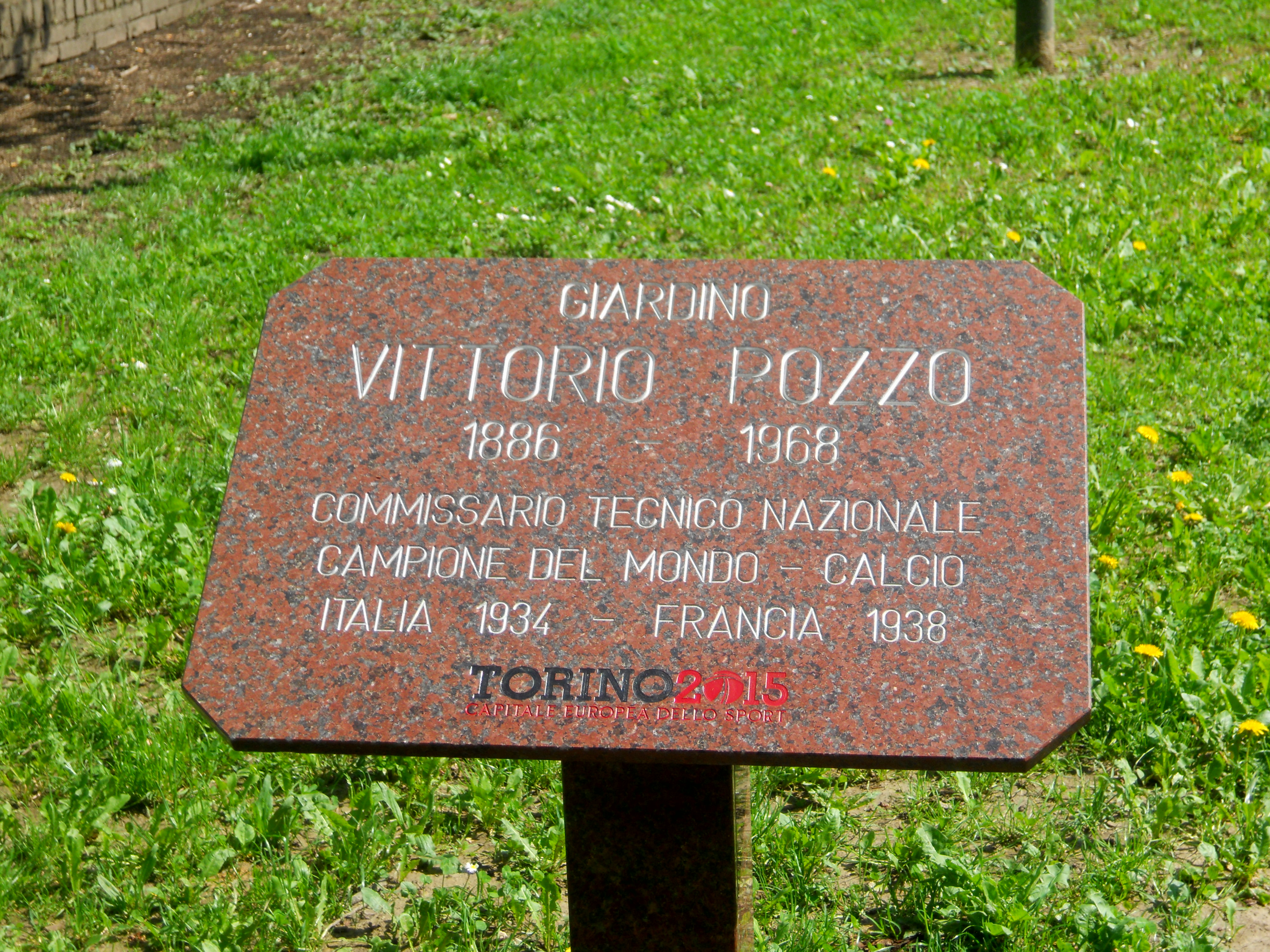
Targa del giardino intitolato a Vittorio Pozzo (Palazzina Einaudi)
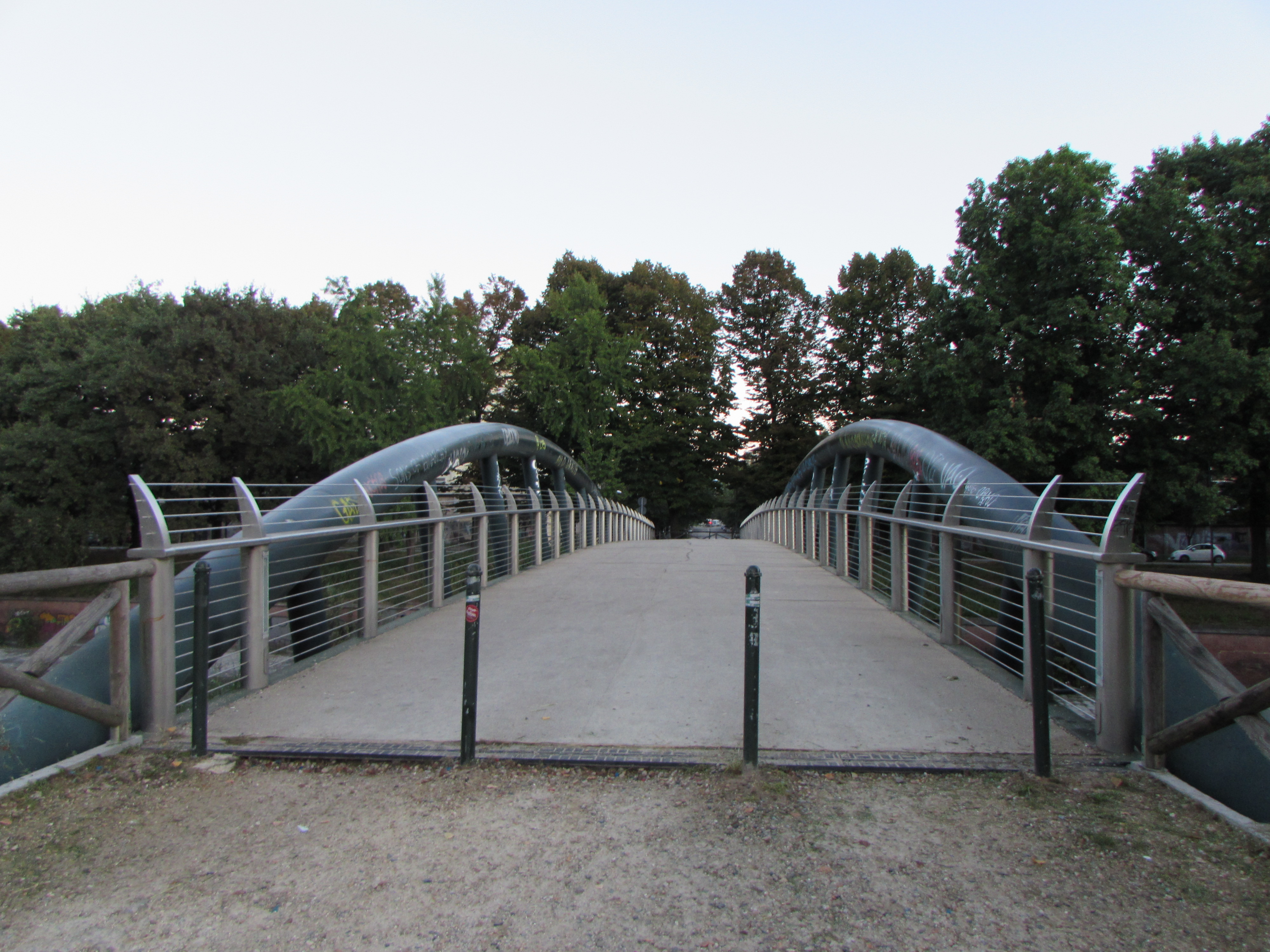
Passerella ciclopedonale sulla Dora Riparia
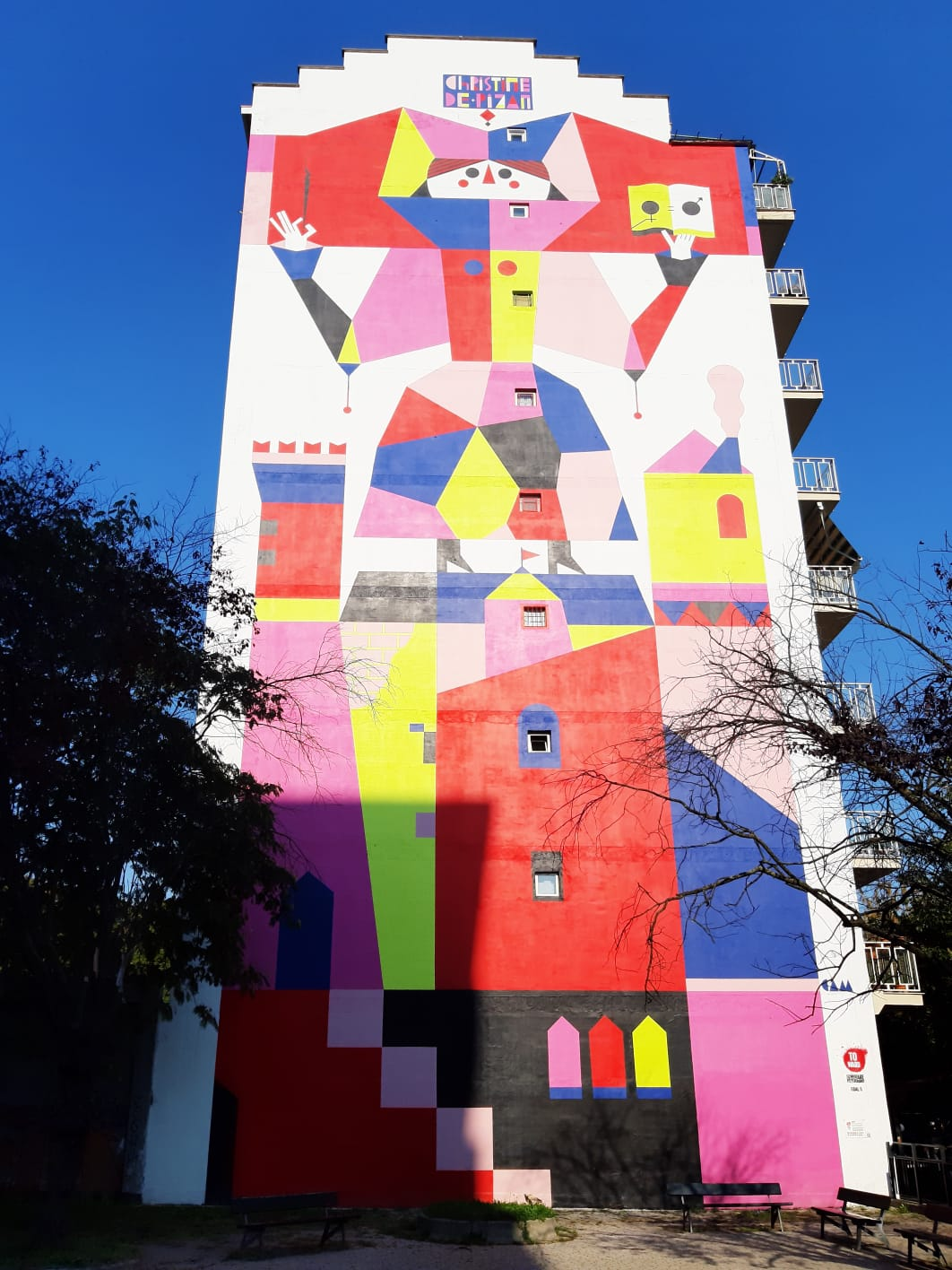
Intervento di Street Art su una facciata di un palazzo in corso Belgio
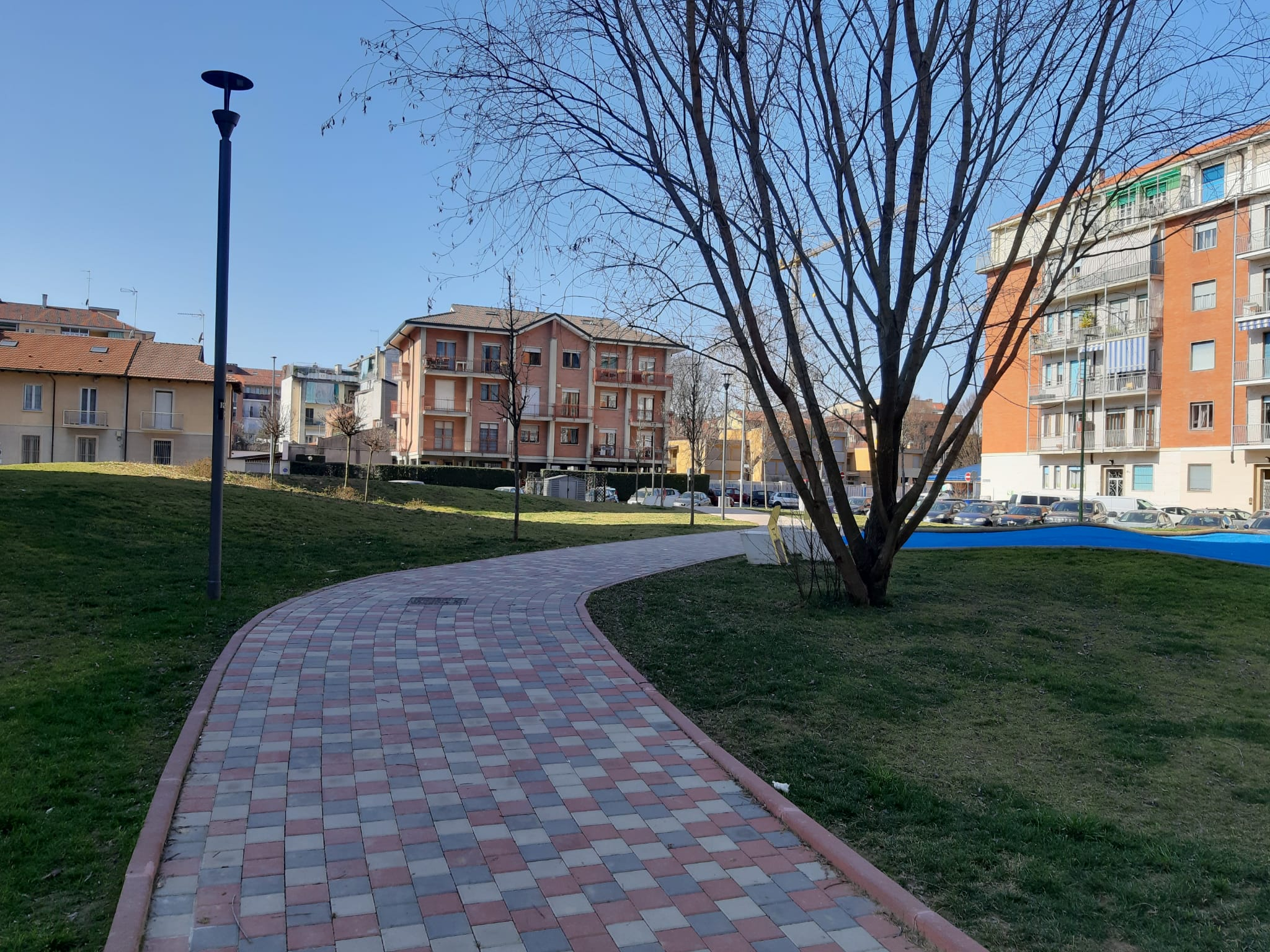
Nuova area verde in via Benevento